# Rudolf von Wartenberg
Rudolf Johann Karl Albrecht von Wartenberg (* 18. Dezember 1816 in Neuruppin; † 20. September 1898 in Berlin) war ein preußischer Generalleutnant und Kommandeur des Kadettenkorps.

## Leben

### Herkunft
Rudolf war ein Sohn des preußischen Majors und  Herrn auf Guhlsdorf Alexander von Wartenberg (1778–1846) und dessen zweiter Ehefrau Friederike, geborene Haake (1783–1854).

### Militärkarriere
Wartenberg besuchte die Kadettenhäuser in Potsdam und Berlin. Anschließend wurde er am 5. August 1833 als aggregierter Sekondeleutnant dem Kaiser Franz Grenadier-Regiment der Preußischen Armee überwiesen und am 16. Juni 1836 einrangiert. Zur weiteren Ausbildung absolvierte er von Oktober 1836 bis Juni 1839 die Allgemeine Kriegsschule. Kurzzeitig war Wartenberg ab 1. April 1840 zum Garde-Reserve-Bataillon und vom 1. Juni 1840 bis zum 4. Februar 1841 zum Kadettenhaus in Berlin kommandiert. Von Ende Mai 1846 bis 1848 folgte seine Kommandierung zum Topographischen Büro des Generalstabes. Im März 1848 nahm er an der Niederschlagung der Straßenkämpfe in Berlin und im April während des Feldzuges gegen Dänemark am Gefecht bei Schleswig teil. Nachdem Wartenberg Mitte Mai 1848 zum Premierleutnant befördert worden war, wurde er am 1. Mai 1849 Kompanieführer beim III. Bataillon im 1. Garde-Landwehr-Regiment in Graudenz.
Auf ein Jahr kommandierte man ihn am 2. Oktober 1849 als militärischer Begleiter des Erbprinzen Karl Günther von Schwarzburg-Sondershausen. Am 22. Juni 1853 stieg Wartenberg zum Hauptmann auf und wurde am 22. September zum Chef der 12. Kompanie ernannt. In gleicher Stellung erfolgte am 19. Mai 1855 seine Versetzung in das Kadettenkorps und am 22. November 1856 beauftragte man ihn mit den Funktionen als etatmäßiger Stabsoffizier beim Kadettenhaus Berlin. Wartenberg wurde am 15. Juni 1857 zunächst ohne Patent zum Major befördert und erhielt das Patent zu seinem Dienstgrad am 12. Januar 1858. Ab dem 19. August 1858 war er zugleich auch als Mitglied der Studienkommission des Kadettenkorps und der Obermilitär-Studienkommission tätig. Anlässlich der Krönungsfeierlichkeiten von König Wilhelm I. avancierte er Mitte Oktober 1861 zum Oberstleutnant und kehrte am 22. September 1863 mit der Ernennung zum Kommandeur des II. Bataillons im Kaiser Alexander Garde-Grenadier-Regiment Nr. 1 in den Truppendienst zurück. Unter Stellung à la suite seines Regiments wurde Wartenberg am 3. Juli 1864 nach Altenburg zur Übernahme des Kommandos des sachsen-altenburgischen Kontingents kommandiert. In dieser Eigenschaft wurde er Mitte Juni 1865 zum Oberst befördert und Ende September 1865 mit dem Kronen-Orden III. Klasse ausgezeichnet.
Während des Deutschen Krieges befand Wartenberg sich 1866 in Bayern beim II. Reserve-Armee-Korps. Nach dem Friedensschluss erhielt er am 12. September 1867 das Kommandeurkreuz II. Klasse des Hausordens Albrechts des Bären und Ende des Monats erfolgte seine Ernennung zum Kommandeur des neuformierten 7. Thüringischen Infanterie-Regiments Nr. 96. Dieses Kommando gab Wartenberg bereits am 9. Januar 1868 an seinen Nachfolger Karl von Scheffler ab und wurde dafür zum Kommandeur des Kadettenkorps ernannt. In dieser Stellung erhielt er am 17. März 1870 das Kommandeurkreuz I. Klasse des Ordens vom Zähringer Löwen und stieg bis Anfang September 1873 zum Generalleutnant auf. Unter Verleihung des Roten Adlerordens I. Klasse mit Eichenlaub wurde Wartenberg am  21. September 1876 mit Pension zur Disposition gestellt.
Er starb am 20. September 1898 unverheiratet in Berlin und wurde am 23. September 1898 auf dem Friedhof in der Hasenheide beigesetzt.